# Музей Олександра Гріна (Феодосія)
Музей Олександра Гріна — літературно-меморіальний музей Олександра Гріна у Феодосії, розташований за адресою вул. Галерейна, 10, у будинку, де з 1924 по 1929 рік жив письменник. Відкритий 9 липня 1970 року. Бічну сторону будинку-музею прикрашає велике рельєфне панно — «Бригантина».
Рішення про створення музею було ухвалене у 1966 році. Перші роки новий музей працював як відділ Феодосійського краєзнавчого музею. Над проєктом музею працював московський художник-архітектор, заслужений діяч мистецтв РРФСР Бродський Савва Григорович (1923—1982).
Експозиція музею відтворює деталі побуту і робочого кабінету письменника і фантастичний світ його літературних героїв. Біля входу — якір, дубові двері, а замість звичних музейних кімнат — Трюм фрегата, Каюта капітана Геза, Кліперна, Ростральна, Каюта мандрів.
Саме в цьому будинку Олександр Грін створив свої фантастичні оповідання — «Ждессі та Моргіана», «Дорога нікуди», «Золотий ланцюг» тощо.
Музей Гріна — один із найбільш відомих і відвідуваних музеїв міста: тут відкриваються виставки, проходять творчі зустрічі з письменниками, художниками, музикантами. У великій виставковій залі розгорнена експозиція «Грін і сучасність».

## Часи роботи
З 10:00 до 18:00, перерва на обід 13:00—14:00.
Вихідний — понеділок.